# Midsommarkransen
Midsommarkransen is een district in het stadsdeel Hägersten-Liljeholmen in het zuiden van Stockholm. Het district werd in 1926 opgericht, is 98 hectare groot en er woonden in 2004 8.078 mensen. De geschiedenis van de plaats gaat tot 1775 terug.
Het district is met het stadscentrum van Stockholm verbonden via de rode route van de Stockholmse metro. Het gelijknamige metrostation wordt bediend door de lijn T14.

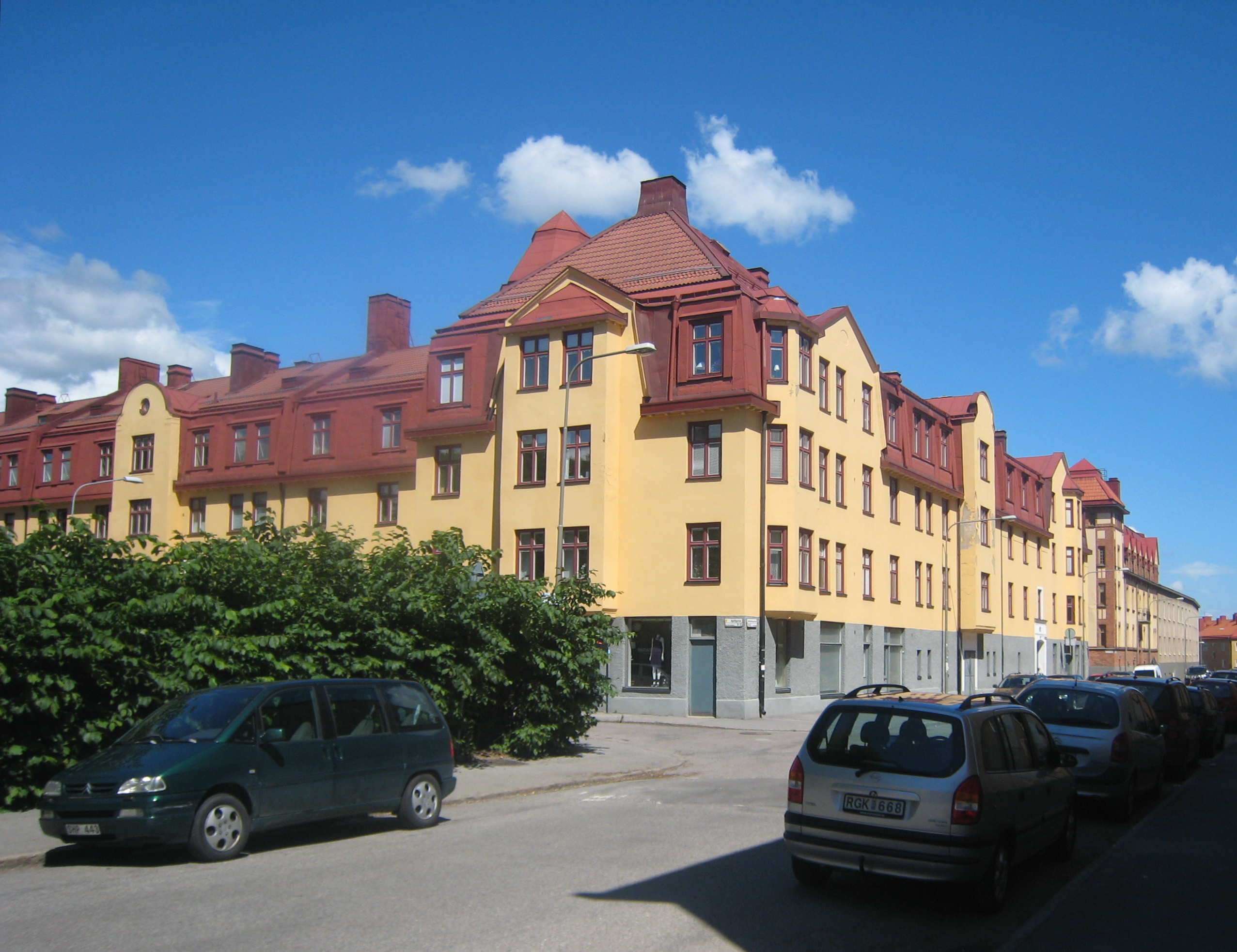
Midsommarkransen in 2010